# Korelići
Korelići is een plaats in de gemeente Cerovlje in de Kroatische provincie Istrië. De plaats telt 67 inwoners (2001).